# 観世喜正
観世 喜正（かんぜ よしまさ、1970年9月25日- ）は、能楽師。観世流シテ方。

## 来歴・人物
- 1970年9月25日三世観世喜之の長男として産まれる。
- 1973年（2歳7カ月） 初舞台。仕舞『老松』にて。
- 1975年 初能。能「合浦」。
- 暁星高校卒業後、慶應義塾大学法学部政治学科卒業。
- 平成18年度教育テレビ「伝統芸能入門」能楽講師。
- 平成18年度　NHKテレビジョン　美の壷「能面」出演。
- NHK大河ドラマ平成18年『功名が辻』・平成19年『風林火山』の能楽指導および出演。
- 平成23年NHK Eテレ「にっぽんの芸能　百花繚乱「能に親しむ」」出演・監修。
- 平成23年NHKドラマ「フェイク」能楽監修。

## 役職
- 公益社団法人観世九皐会常務理事
- 公益社団法人能楽協会常務理事（社団法人能楽協会 東京支部常議員（平成17・18・19・20)副支部長(21年度)・特別教育委員）
- 法政大学大学院・皇學館大学文学部にて非常勤講師、シンガポールI.T.I(旧Practice Performing Arts of Singapore）講師を務める。
- 「観世九皐会」、｢神遊｣の同人、「のうのう講座」・「のうのう能」・「喜正の会」を主宰。

## 著述
- 『演目別にみる能装束』(淡交社刊)　観世喜正・正田夏子共著　写真青木信二
- 月刊『なごみ』(淡交社刊)2009年1月号～12月号にて「能楽師が読む「風姿花伝」」を連載。

## DVD
- スピカ蝋燭能～鬼づくしの二夜～第一夜【鉄輪】第二夜【紅葉狩】
- スピカ雪の蝋燭能「大般若｣｢邯鄲｣
- スピカ能07「土蜘蛛」「道成寺」(日本伝統文化振興財団刊)